# Грабовский, Томаш
Томаш Грабовский (пол. Tomasz Grabowski; 1787 — 28 октября 1840, Дрезден, Германский союз) — сенатор-каштелян Царства Польского. 

## Биография
Родился в 1787 году. Представитель рода Грабовских герба Побог. Сын Франца Грабовского (1750—1836), в Царстве Польском ставшего сенатором-воеводой. 
В российском Царстве Польском сперва был чиновником, к 1821 году имел чин статского советника, в 1822 году был командирован в Вену, где участвовал в переговорах в Австрии о погашении долгов. В дальнейшем стал сенатором-каштеляном.
Как и отец, прохладно отнёсся к Ноябрьскому восстанию. В ходе восстания побывал лишь на одном заседании Сената, после чего выехал в Австрию, где занял позицию, далёкую от поддержки восстания. Летом 1831 года был исключён повстанцами из Сената. 
После подавления восстания вернулся в Царство Польское, но вскоре опять уехал — сперва в Вену, а затем в Дрезден.
Был кавалером орденов Святого Станислава 1-й степени (1822) и Святой Анны 1-й степени, а также большого креста австрийского ордена Леопольда.
Скончался Грабовский в Дрездене в 1840 году.